# 강동고등학교 (서울)
강동고등학교(江東高等學校)는 대한민국 서울특별시 강동구 상일동에 위치한 사립 고등학교이다.

## 학교 연혁
- 1982년 : 학교법인 설립인가, 송민학원 초대 이영희 이사장 취임
- 1985년 : 안흥고등학교 개교, 초대 안규옥 교장 취임
- 1986년 : 안흥고등학교에서 강동고등학교로 교명 변경
- 1992년 : 생활관 강동교육원 준공
- 2000년 : 후기 일반계고 배정인가
- 2022년 : 제35회 강동고등학교 졸업
- 2022년 : 제6대 김창규 교장 취임

## 참고 자료
- 강동고등학교 - 한국교육학술정보원 학교알리미